# Gabiria
Gabiria är en kommun i Spanien. Den ligger i Gipuzkoaprovinsen i den autonoma regionen Baskien i norra delen av landet, 300 km norr om huvudstaden Madrid. Antalet invånare är 516 (2024). Arean är 14,88 kvadratkilometer.